# Bodotria sublevis
Bodotria sublevis är en kräftdjursart som beskrevs av William Thomas Calman 1907. Bodotria sublevis ingår i släktet Bodotria och familjen Bodotriidae. Inga underarter finns listade i Catalogue of Life.